# Stamlijn
Een stamlijn is in Nederland het spoor en de wissels, waarop meerdere spooraansluitingen zijn aangesloten ter ontsluiting van een bedrijventerrein aan de hoofdspoorweg (definitie van ProRail). Een stamlijn is zelf geen hoofdspoorweg maar een raccordement, en valt onder het Reglement op de Raccordementen van 1966.
Voorbeelden van stamlijnen:
- Bedrijvenpark Twente in Almelo
- Amsterdam Houtrakpolder
- Industrieterrein Elzenburg in Oss
- Industrieterrein De Wieken in Hoogeveen (opgebroken)
- Breda (gedeeltelijk opgebroken)
- Bergen op Zoom (opgebroken)
- De Rietvelden in 's-Hertogenbosch (opgebroken)
- Stamlijn Nijmegen (opgebroken)
- Stamlijn Eemshaven
- Stamlijn Harderwijk Haven (opgebroken)